# Andrés Schetino
Andrés Schetino, född 26 maj 1994 i Montevideo, är en fotbollsspelare från Uruguay, som spelar för Livorno, på lån från Fiorentina.
28 januari 2016 lånades Schetino ut till Livorno i Serie B för resten av säsongen.